# ザカリアーシュ・ヨージェフ
ザカリアーシュ・ヨージェフ（Zakariás József, 1924年3月25日 - 1971年11月22日）は、ハンガリー出身のサッカー選手、サッカー指導者。
1950年代にマジック・マジャールと呼ばれたハンガリー代表の一員。代表では主に左ハーフを務め指揮官を務めるボジク・ヨージェフを支援しつつ、ディフェンスラインに下がり守備面でも貢献する「黒子」の役割を果たした。1954年のFIFAワールドカップ・スイス大会では決勝戦を除く4試合にフル出場し準優勝に貢献した。ハンガリー代表としては1949年7月4日のチェコスロバキア戦でデビューをし
、1954年4月10日の西ドイツ戦で退くまで国際Aマッチ54試合に出場した。
クラブレベルでは主にMTKブダペストFC（バーシュトヤSE、ヴェレシュ・ロボゴーという名称だった時代を含む）に在籍。MTKではブコヴィ・マールトン監督の下でヒデクチ・ナーンドル、パロターシュ・ペーテル、ラントシュ・ミハーイらと共にハンガリーリーグ優勝3回（1951年、1953年、1958年）、ハンガリーカップ優勝1回（1952年）、ミトローパ・カップ優勝1回（1958年）に貢献した。
現役引退後は指導者の道へ進み、ギニア代表などの監督を務めた。1971年11月22日に死去、47歳没。